# 黒木実利
黒木 実利（くろき さねとし、生没年不詳）は、戦国時代の武将。島津氏家臣。

## 生涯
永禄7年（1564年）、島津義弘の飯野入りに従った60人のうちの1人。
永禄11年（1568年）、実利は遠矢良賢と共に本地原（現・宮崎県えびの市観音原付近）の古溝に伏せ、日向国の伊東義祐の家臣・伊東祐安配下の佐土原遠江守が籠る桶平城の前にウズラ狩りを装った少勢を繰り出させ城兵を挑発した。釣られて本地原に誘い込まれた伊東軍は、実利と良賢の釣り野伏せで散々に打ち破られる。
元亀3年（1572年）5月4日の木崎原の戦いの際は、義弘の命で白鳥山にある白鳥神社の座主・光巌上人の元へ使いし、伊東勢を引き返させる為の偽兵を用意させる。また自らもそれとは少し離れた位置で用意した偽兵を指揮して、高原城へ帰還する筈の伊東軍を木崎原へ引き返させた。合戦終了後、義弘が追撃中止を命じた鬼塚原（現・宮崎県小林市西小林）にて、実利の妻と下女らが粥桶を持って現れ、義弘らに粥を振る舞った。その地はそれ以後、「粥持田」（後に「粥餅田」）と呼ばれるようになる。
年度不明ながら、飯野城と大河平城を結ぶ要衝に、義弘の命により播磨ヶ城（現・えびの市大河平の畦倉地区）を築いているが、義弘が居城を飯野城から栗野城へと移すと、義弘は実利を飯野に留め置いて播磨ヶ城を与えると城主に任じた。
没年は不詳であるが、飯野長善寺の末寺である清涼院の墓地に、文禄3年（1594年）10月6日建立の宝塔があるため、その日以前の死去と思われる。長子の宗左衛門が文禄・慶長の役で死去したため、次男の実宣が後を継いだ。